# 中浜一三
中浜 一三（なかはま いちぞう、1908年3月8日 - 没年不詳）は、日本の俳優である。中濱 一三と表記されることもある。本名同じ。大正末期から昭和初期にかけて、松竹蒲田撮影所のB級作品に活躍した二枚目俳優である。

## 来歴・人物
1908年（明治41年）3月8日、東京府東京市京橋区木挽町（現在の東京都中央区銀座）に生まれる、とされている。『日本映画年鑑 大正13年・14年』（東京朝日新聞発行所）には、生年月日は「明治四十年九月十六日」（1907年9月16日）、生地は兵庫県神戸市兵庫区である旨が記されている。
1914年（大正3年）、6歳の時に市川壽藏の弟子となり、初舞台を踏む。その後、兵庫県立神戸第一中学校（現在の兵庫県立神戸高等学校）を中退。1924年（大正13年）、16歳で松竹蒲田撮影所に入社。デビュー作である島津保次郎監督映画『城ヶ島の雨』で早くも認められ、以後、二枚目俳優として多数の作品で主演を務めた。1929年（昭和4年）に発行された『日本映画俳優名鑑 昭和五年版』（映画世界社）によれば、東京府東京市神田区表神保町（現在の東京都千代田区神田神保町及び神田小川町辺り）に住み、身長は5尺3寸（約160.6センチメートル）、体重は14貫500匁（約54.4キログラム）、実兄は南明座の映画技師であるという旨が記されている。
ところが、1930年（昭和5年）に公開された牛原虚彦監督映画『若者よなぜ泣くか』以降の出演作品が見当たらず、以後の消息は不明である。トーキー作品への出演は1作もなく、出演作品はすべてサイレント映画であった。没年不詳。

## 出演作品

### 松竹蒲田撮影所
全て製作は「松竹蒲田撮影所」、配給は「松竹」、全てサイレント映画である。
- 『城ケ崎の雨』（『城ケ島』）：監督島津保次郎、1924年11月21日公開 - 美少年英一（主演） ※デビュー作[1][2][3][4][5]
- 『呪はれたる操』：監督島津保次郎、1924年12月5日公開
- 『夕立勘五郎』：監督吉野二郎、1925年7月22日公開
- 『勇敢なる恋』：監督島津保次郎、1925年8月28日公開 - その兄（主演）
- 『錨の旗風』（『碇の旗風』）：監督片桐巌、1925年11月15日公開 - 主演
- 『修羅八荒 第一篇』：監督大久保忠素、1926年2月14日公開 - 嵐冠子
- 『修羅八荒 第二篇』：監督大久保忠素、1926年4月1日公開 - 嵐冠子
- 『修羅八荒 第三篇』：監督大久保忠素、1926年4月1日公開 - 嵐冠子
- 『八百屋お七』：監督重宗務、1926年6月10日公開
- 『裏切られ者』：監督清水宏、1926年6月25日公開 - 近江屋吉太郎
- 『ヴェニスの船唄』（『ベニスの船歌』）：監督大久保忠素、1926年7月24日公開
- 『修羅八荒 終篇』：監督大久保忠素、1926年8月8日公開 - 嵐冠子
- 『お夏清十郎』：監督重宗務、1926年10月29日公開
- 『侠妓美弥吉』：監督重宗務、1926年12月11日公開 - 深川屋の世之助
- 『幡随院長兵衛』：監督吉野二郎、1927年1月5日公開
- 『奴の子万』：監督重宗務、1927年1月10日公開
- 『艶魔』：監督重宗務、1927年3月11日公開 - 次男常次郎
- 『白虎隊』：監督野村芳亭、1927年6月26日公開 - 西川勝太郎
- 『夜は曲者』（『夜の強者』）：監督蔦見丈夫、1927年8月26日公開
- 『おかめ』：監督五所平之助、1927年10月26日公開
- 『旅役者』：監督島津保次郎、1927年月日不明公開
- 『恋愛二人行脚』：監督清水宏、1928年4月22日公開 - お君の恋人・三造
- 『引越し夫婦』：監督小津安二郎、1928年9月28日公開 - 息子清一
- 『恋愛風景』：監督島津保次郎、1929年1月22日公開
- 『あひる女』：監督清水宏、1929年3月9日公開 - お福の恋人地主の倅・中山千代松
- 『嫁入読本』：監督西尾佳雄、1930年5月公開
- 『尻に敷かれて』：監督西尾佳雄、1930年6月21日公開 - その夫（主演）
- 『若者よなぜ泣くか』：監督牛原虚彦、1930年11月15日公開 - 新聞記者